# Парма (Охајо)
Парма (енгл. Parma) град је у америчкој савезној држави Охајо.

## Историја
Парма је основана 1816. Основали су је досељеници из Њујорка. Име је узето од места, Парма (Њујорк), која је добила име испирисана Италијом.
Током деветнаестог века становници Парме су се углавном бавили пољопривредом. У јесен 1924, Парма је регистрована као село. Од 1. јануара 1931, предлог да се припоје граду Кливленду је одбијен, и Парма је постала град.
Огроман раст Парме је уследио после Другог светског рата, када су младе породице почеле да се досељују у предграђа. Између 1950. и 1960. уследио је велики раст броја становника када се број повећао са 28.897 на 82.845. Парма је тих година била највећи растући град у држави. Тренутно има 81.601. становника.
Српска заједница је бројна у граду.

## Становништво
Према попису из 2010. Парма има 81.601. становника.
| Расна група           | Проценат |
| --------------------- | -------- |
| Белци                 | 95,67%   |
| Азијати               | 1.57     |
| Афро-Американци       | 1.06%    |
| Амерички староседеоци | 0.14%    |
| Остали                | 1,56%    |